# الاینس برنشتاین
الاینس برنشتاین (انگلیسی: Alliance Bernstein) شرکت سرمایه‌گذاری آمریکایی است، که در سال ۱۹۶۷ تأسیس شد.